# Michael Köhler
Michael Köhler (ur. 26 lutego 1944 w Zwickau) – niemiecki saneczkarz reprezentujący NRD, trzykrotny medalista mistrzostw świata.

## Kariera
Największy sukces w karierze osiągnął w 1965 roku, kiedy w parze z Wolfgangiem Scheidelem zdobył złoty medal w dwójkach podczas mistrzostw świata w Davos. Następnie w parze z Klausem Bonsackiem zdobył brązowy medal na mistrzostwach świata w Königssee w 1969 roku oraz srebrny na rozgrywanych rok później mistrzostwach świata w tej samej miejscowości. Nigdy nie wystąpił na igrzyskach olimpijskich.
Jego brat, Thomas Köhler, także był saneczkarzem.